# Sturmhaube (Mütze)

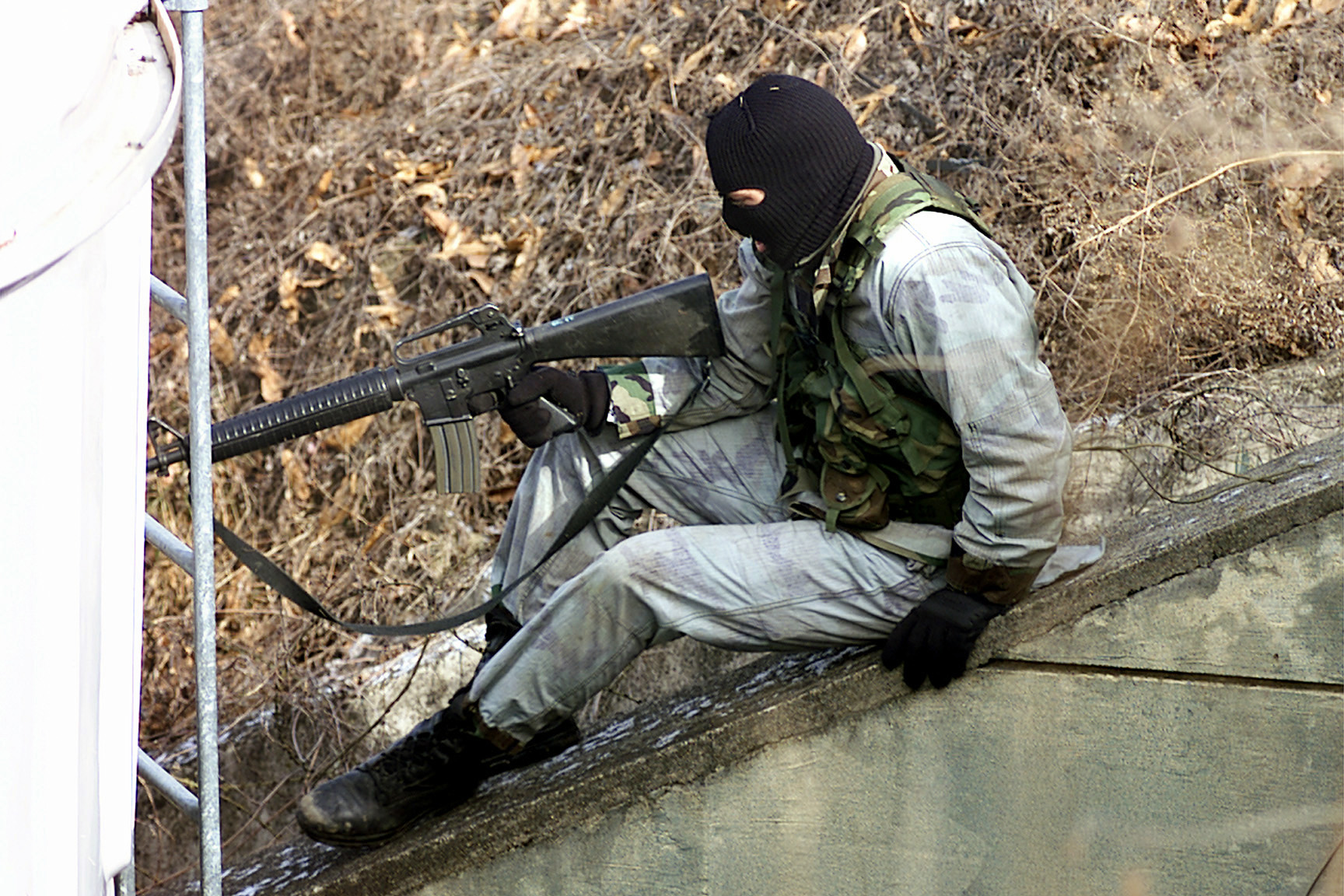
Ein Soldat der USAF mit maschinell gestrickter 3-Loch-Balaclava

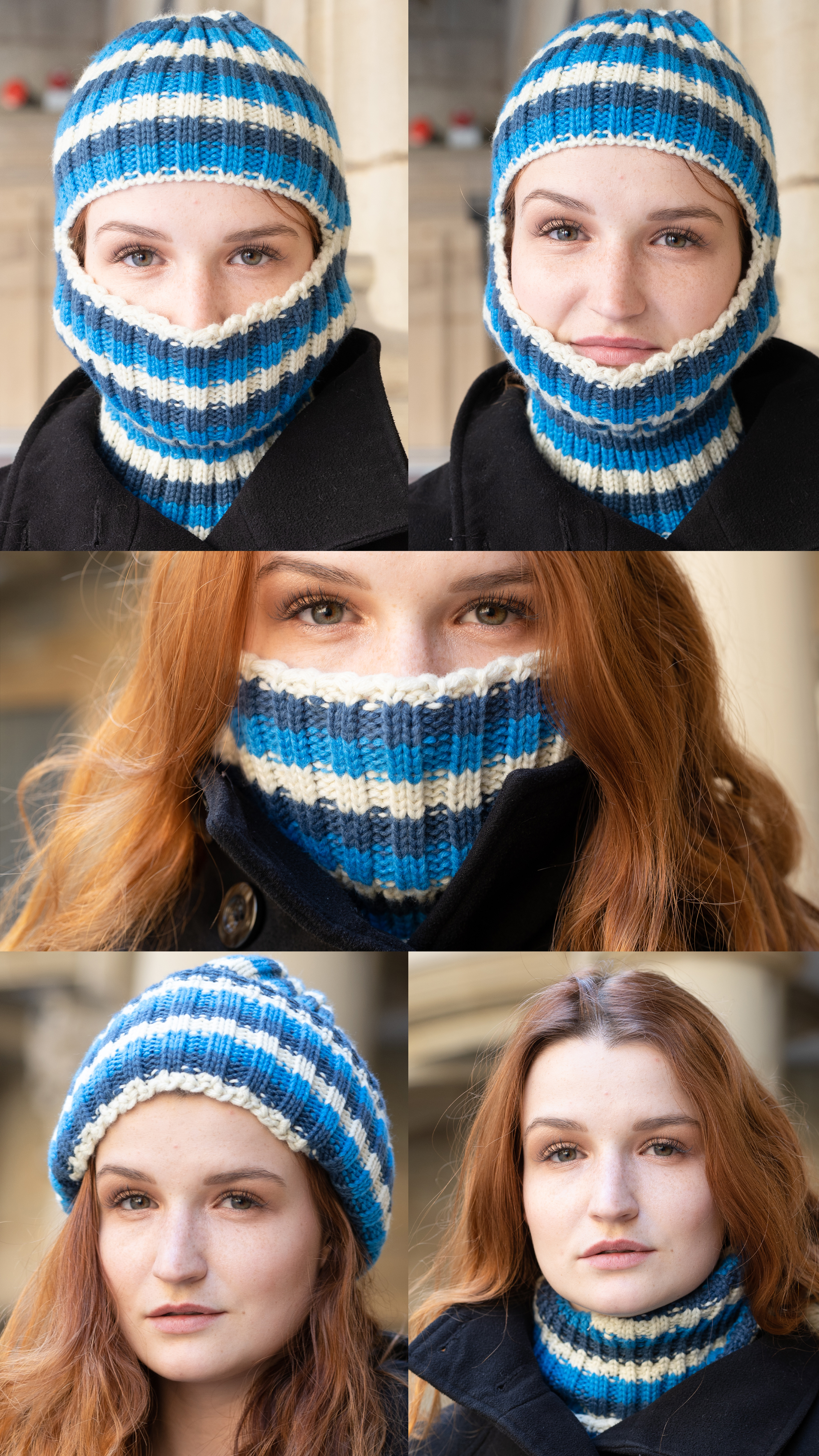
Verschiedene Tragearten einer Sturmhaube der Wintermode 2018/19; rechts unten hängt sie kapuzenartig hinter dem Kopf

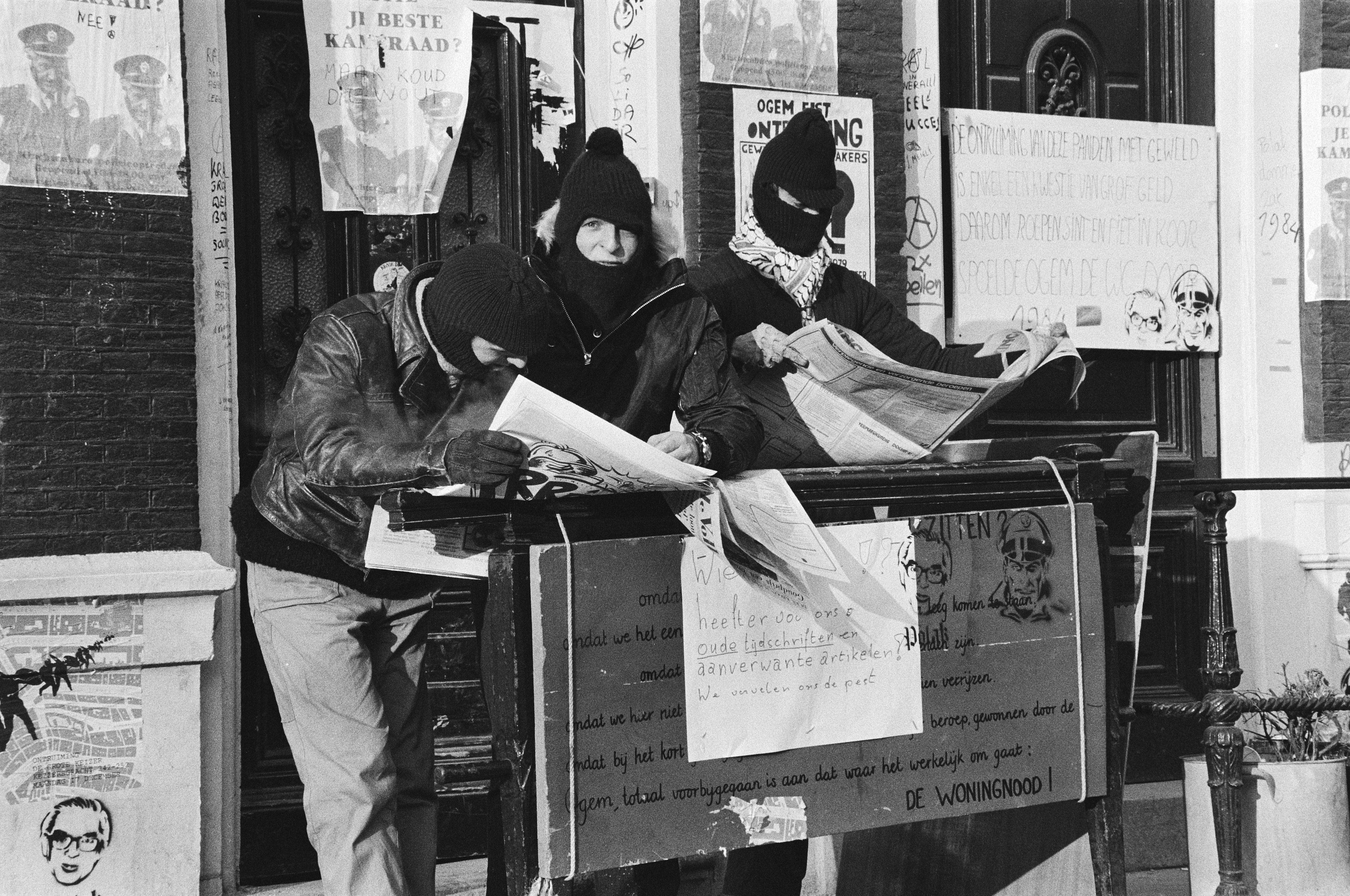
Mitglieder der autonomen Hausbesetzerszene (Amsterdam 1980)

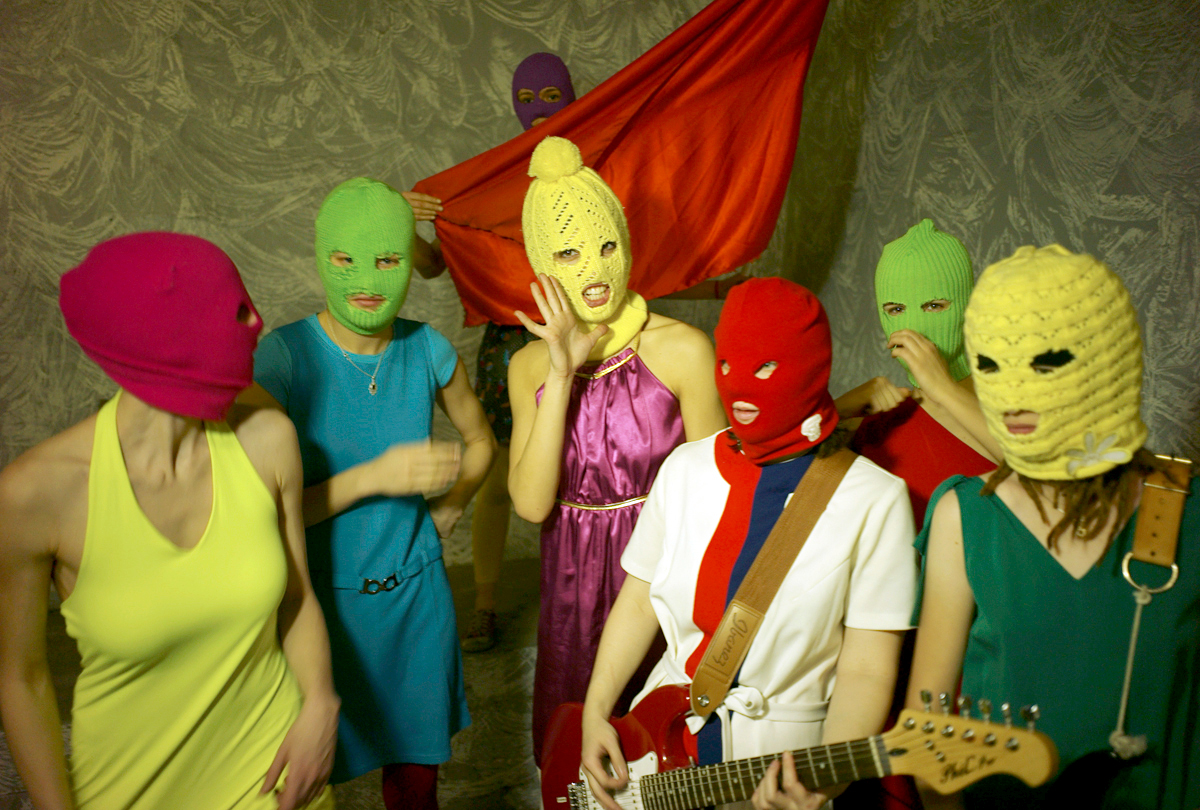
Die kremlkritische Punkband Pussy Riot mit ihren typischen bunten Sturmhauben

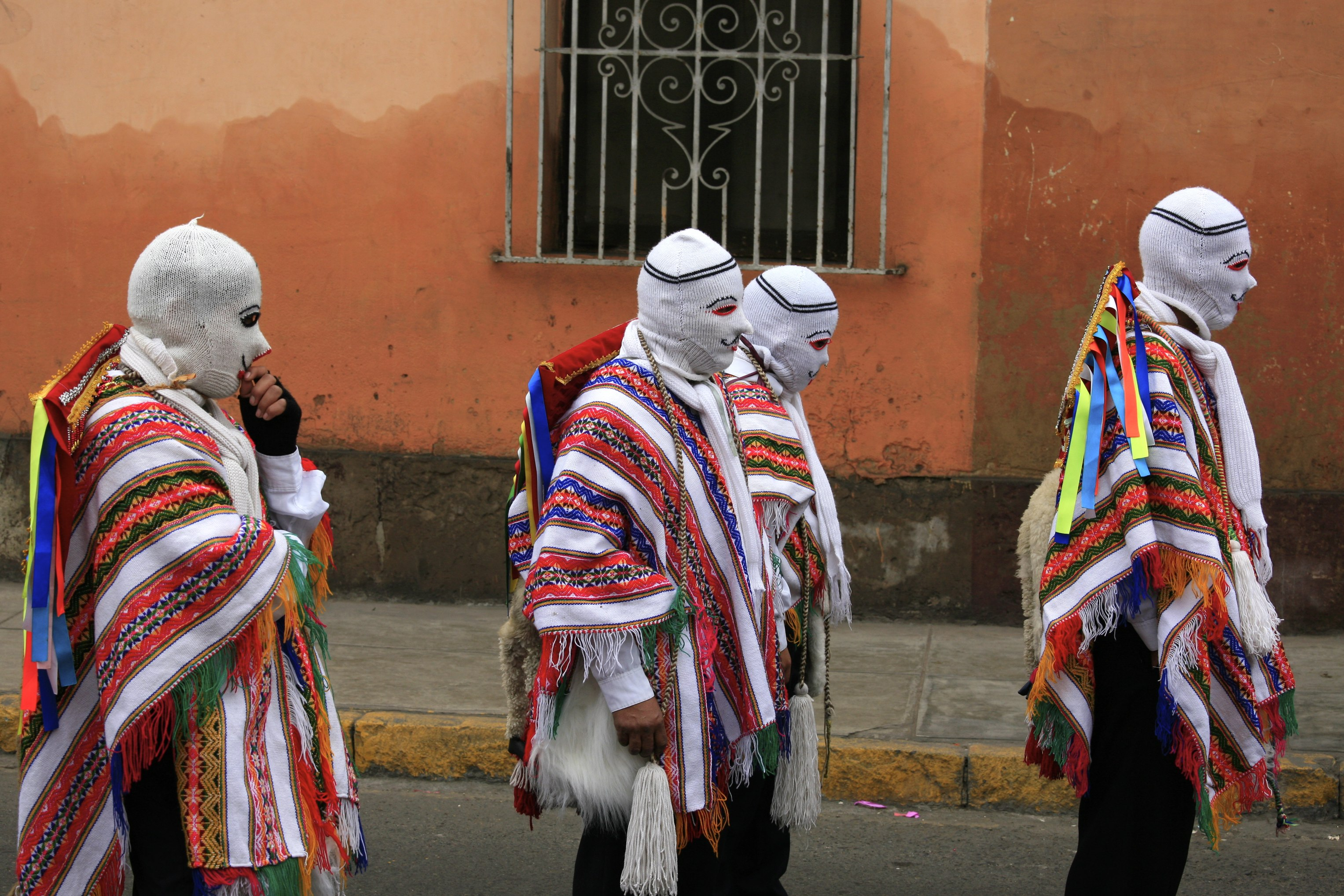
Teilnehmer des peruanischen Schneesternfestes Quyllur Rit’i mit Waq’ollos

Eine Sturmhaube (auch Sturmmaske, Skimaske, Schlupfmütze, Hasskappe, Balaklava, Balaclava, Biwakmütze, Waq’ollo, Roger-Staub-Mütze etc.) ist eine den ganzen Kopf und den Hals umhüllende Mütze, die entweder nur das Gesicht oder auch nur Augen und Mund freilässt. Die Mützen können neben dem thermischen Schutz auch der Hygiene oder dem Identitätschutz dienen. Während diese Mützenform außerhalb von Streit- und Sicherheitskräften im Alltag meist nur als Funktionsbekleidungsstück bei Outdoor-Sportarten oder beim Motorradfahren getragen wurde, taucht sie seit Ende der 2010er Jahre auch vermehrt im Bereich der allgemeinen Mode auf.

## Etymologien und Abgrenzung
Während der Begriff Sturmhaube auf das meteorologische Phänomen Sturm hinweist, bezieht sich die deutsche Bezeichnung des gleichnamigen historischen Helmtyps auf das stürmen im Sinne von kämpfen.
Der insbesondere im militärischen Bereich gebräuchliche Name Balaclava beziehungsweise Balaklava stammt aus dem Krimkrieg (1853–1856), in dem man gegen die klimatischen Bedingungen des Winters erstmals Strickmützen dieser Art an die britischen Truppen ausgab und später nach dem auf dem Kriegsschauplatz gelegenen Ort Balaklawa benannte. Allerdings wurde der Begriff im Englischen erst ab 1881 üblich, davor bezeichnete man das Kleidungsstück als uhlan cap (Ulanenmütze) oder templar cap (Tempelrittermütze).
In der Schweiz wird die Mützenart auch nach dem Graubündner Skirennfahrer Roger Staub benannt, der damit seine Rennen fuhr.
Die mittelalterliche Kopfbedeckung Gugel war zwar ähnlich, bedeckte jedoch auch die Schultern.

## Verwendungszwecke

### Kälteschutz
Als Kälteschutz wird die Sturmhaube oft für Kinder in der gesichtsfreien Variante (sogenannte Schlupf- oder Kapuzenmütze) verwendet. Diese Mützen sind meist aus Wolle, Kunst- oder Mischfasern gestrickt. Erwachsene verwenden Sturmhauben oft im Bereich der Outdoor-Sportarten (z. B. Bergsteigen), diese werden dann oft aus modernen Vlies- oder Verbundmaterialien mit besonderen isolierenden Eigenschaften gefertigt. Manche beim Motorradfahren getragenen Sturmhauben haben neben der hygienischen Aufgabe (s. u.) noch zum Schutz gegen Wind Verstärkungen im Halsbereich.
Beim Tauchen in kaltem Wasser werden sogenannte Eistauchmasken verwendet, um möglichst wenig Hautfläche der Kälte des Wassers auszusetzen. Diese sind in ihrer Form der Sturmhaube sehr ähnlich.

### Mode
Bereits in den 1960er Jahren brachte der Unisex-Pionier Rudi Gernreich gemusterte Balaclavas auf den Markt, die nur einen Augenschlitz frei ließen. In den letzten Jahren kam die Balaclava auch in der Mode außerhalb des Outdoor-Sektors zur Geltung. So entwarf Raf Simons für Calvin Klein verschiedene handgestrickte Modelle und auch Gucci und andere Modehäuser brachten 2018 verschiedene Balaclavas auf den Markt, z. B. in der Dreilochvariante. Laut Süddeutscher Zeitung war die Sehschlitz-Wollmütze 2018/19 nicht nur ein Must-Have-Accessoire, sondern endlich auch eine halbwegs brauchbare Mode-Kopfbedeckung. Etwas später kam der Trend dann auch über Sportmode-Hersteller wie Nike und Adidas mit einer großen Bandbreite von Formen und Materialien in der Alltagsmode wie der von Zara für beide Geschlechter an. Die Vogue bezeichnete die Balaclava im März 2021 als eines der zehn wichtigsten Accessoires für den Herbst 2021 und im folgenden Oktober anlässlich der Vorstellung verschiedener Damen- und Herren-Balaclavas durch prominente Designhäuser als „Must-Have-Accessoire“ der Saison Gesichtsmasken wurden auch infolge der COVID-19-Pandemie Teil der Normalität. Auch Prominente wie Kim Kardashian und Justin Bieber traten in einer das Gesicht bedeckenden Balaclava auf.

### Hygiene
Beim Motorradfahren und anderen Motorsportarten wird insbesondere aus hygienischen Gründen eine Sturmhaube unter dem Helm getragen, denn Schweiß lässt sich aus der Helmpolsterung nicht so leicht entfernen wie aus der waschbaren Haube. Die Funktion der Haube ist hier ähnlich der von Socken in Schuhen.

### Identitätschutz
Angehörige von polizeilichen und militärischen Spezialeinheiten tragen Sturmhauben manchmal als Identitätsschutz im Einsatz oder bei Gerichts- bzw. Presseterminen. Die Masken der Sicherheitskräfte müssen in der Regel keinen Kälteschutz gewähren und sind daher meist aus dünnem Stoff gefertigt, können bei entsprechender Witterung aber auch gestrickt sein. Die Farbgebung militärischer Sturmhauben kann zudem Tarnzwecken dienen, so z. B. bei Einsatz in der Nacht (in Schwarz), in verschneitem Gebiet (in Weiß) oder im Gelände (in entsprechendem Tarnmuster). Oftmals ist eine Aussparung auf der Oberseite des Kopfes vorhanden, um die Funktion eines Knochenschallmikrofons zu gewährleisten.
Zur Verschleierung der Identität werden – teilweise improvisierte – Sturmhauben auch von Terroristen und Kriminellen bei der Tatbegehung getragen.
In den 1980er Jahren wurden Hauben und Helme oft von Autonomen bei Aktionen benutzt, um sich vor Identifikation durch Polizei oder politische Gegner zu schützen. Dies führte zum Vermummungsverbot. Im Zusammenhang mit der Verwendung in gewaltbereiten Milieus bürgerte sich auch der Begriff „Hasskappe“ für den Mützentyp ein.
Das Anti-Gesichtsverhüllungsgesetz in Österreich, eigentlich als Verschleierungsverbot intendiert, verbietet generell das teilweise oder völlige Verhüllen des Gesichts im öffentlichen Raum. Soweit Schutz vor Kälte oder gesundheitliche Gründe für das Tragen geltend gemacht werden, bedarf es dafür Temperaturen unter dem Nullpunkt oder eines ärztlichen Attests.

### Feuerschutz

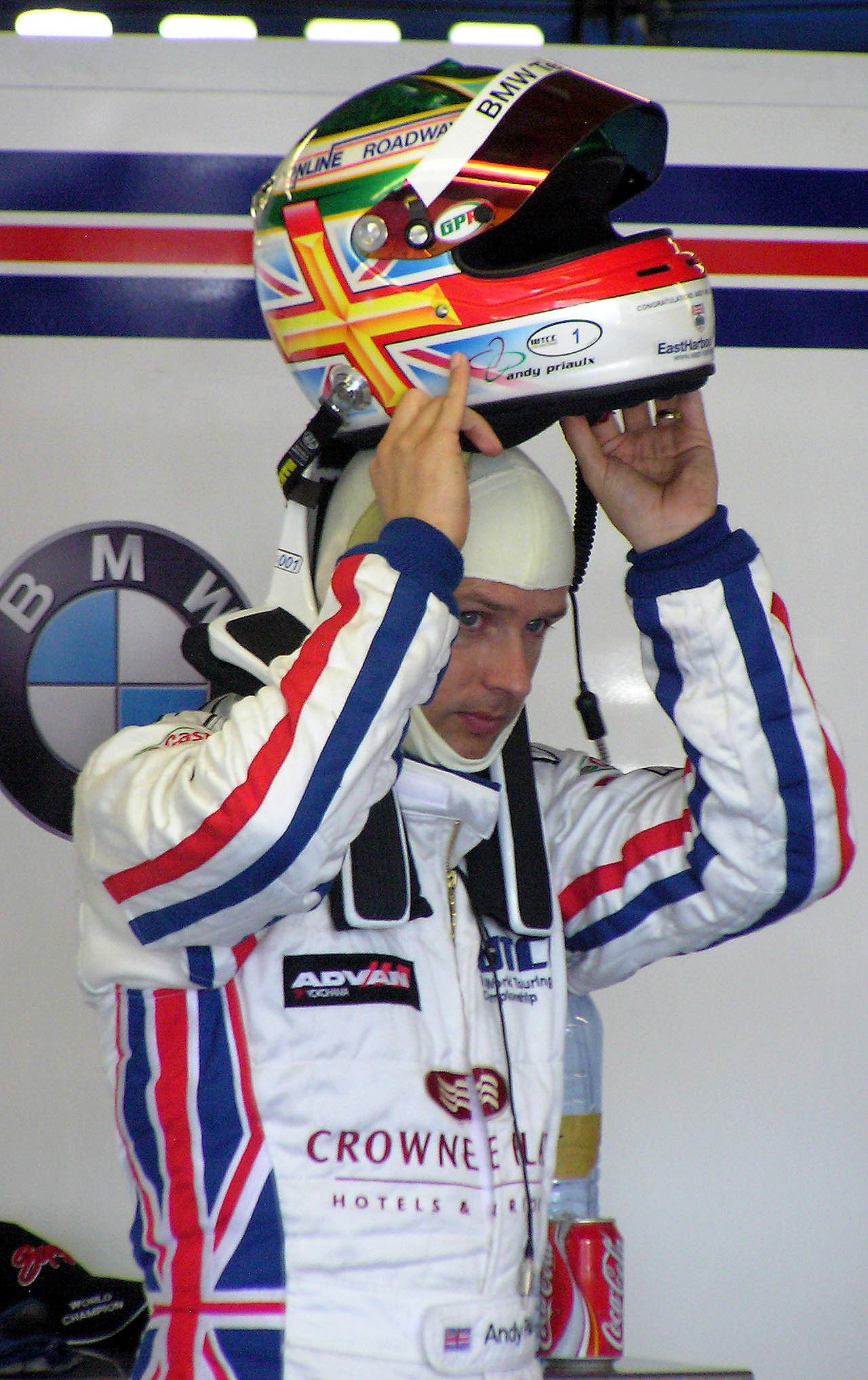
Rennfahrer Andy Priaulx mit Feuerschutzhaube

Bei der Feuerwehr findet die Bezeichnung „Flammschutzhaube“ Anwendung. Diese Haube ist ein Teil der Atemschutz-Ausrüstung und dient wie im Automobilsport dem Schutz der Haut vor den Einwirkungen von Hitze und Feuer. Von der Flammschutzhaube werden die Bereiche des Kopfes bedeckt, die nicht durch Atemschutzmaske und Feuerwehrschutzanzug geschützt sind.
Im Automobilsport ist die Haube ein Teil der vorgeschriebenen Feuerschutzausrüstung und wird unter dem Helm getragen. Die Haube besteht dann aus einem doppelt gelegten feuerfesten Gewebe wie Nomex und dient dazu, das Gesicht und den Hals vor Brandverletzungen zu schützen. Je nach Ausführung sind nur die Augen oder das ganze Gesichtsfeld ausgeschnitten. Der Halsbereich ist länger ausgeführt, so dass er unter den Kragen des Overalls reicht.
Flammschutzhauben werden auch von Panzer- und Kriegsschiffsbesatzungen zum Schutz vor Flammenwirkung nach einem Treffer durch Beschuss getragen, da Verbrennungen die häufigste Form von Verletzungen sind.

### Indigene Kultur Perus
In der peruanischen Folklore spielen das ganze Gesicht bedeckende, gestrickte Sturmhauben namens Waq’ollo eine Rolle. Anders als die bekanntere Chullo, waren sie jedoch nicht Teil der Alltagskleidung, sondern wurden zunächst nur anlässlich des mehrtägigen Schneesternfestes Quyllur Rit’i in der Region Cusco getragen. Die Farbgebung ist meist regenbogenfarben oder weiß mit regenbogenfarbigen bzw. schwarzen Verzierungen und jeweils stilisierten Gesichtszügen ähnlich einer Guy-Fawkes-Maske. Als landestypisches Souvenir findet die Waq’ollo international Verbreitung.